# Flopropione
Flopropione (Compacsul, Cospanon, Ecapron, Pellegal, Argobyl, Floveton, Saritron, Spamorin, Labrodax, Tryalon, Mirulevatin, Padeskin, Profenon) là một tác nhân gây co thắt hoặc chống co thắt. Nó hoạt động như một chất ức chế COMT.
Nó được tổng hợp từ phloroglucinol trong phản ứng Hoesch.